# Лэдд, Джордж Трамбалл
Джордж Тра́мбалл Лэдд (англ. George Trumbull Ladd; 19 января 1842, Пейнсвилл (Огайо) — 8 августа 1921, Нью-Хейвен (Коннектикут) — американский философ, теолог и психолог. Преподаватель Йельского университета и Гарвардского университета, он был вторым по счету президентом Американской психологической ассоциации и первым иностранцем-кавалером японского ордена Восходящего Солнца второй степени.
Для США он был в первую очередь значим как один из пионеров академической экспериментальной психологии в то время, когда психология была новой наукой и университетские круги относились к ней с известной настороженностью. Он был также значим как организатор и автор учебников.
Его международная значимость связана с лекциями в Японии, за которые он был дважды награждён императором Мэйдзи. Официально его миссия была призвана укрепить взаимопонимание японцев и американцев, но помимо общения с высшими лицами Японии, он прочёл цикл лекций, посвящённых образованию, и они позволили Японии произвести революцию в сфере образования.

## Биография
Родился 19-го января 1842 года в Пейнсвилле — небольшом городке в округе Лейк, штат Огайо, в семье Элизабет Уильямс и Сайласа Трамбалла Лэдда.
Скончался 8-го августа 1921 года в Нью-Хейвене, штат Коннектикут.

## Семья
Джордж Лэдд был женат дважды. Первый раз — на Корнелии Энн Толман (род. 26.8.1842, Сент-Клэрсвилл, Огайо — ум. 19.10.1893, Норт-Хейвен, Коннектикут), дочери Эллен Рин и Джона Толмана, известного банкира и предпринимателя. Бракосочетание состоялось 8-го декабря 1869 года в Бриджпорте, штат Огайо. От этого брака на свет появилось четверо детей: Джордж, Льис, Джесс и Элизабет.
Спустя два года после смерти супруги, 9-го декабря 1895 года Лэдд женился на Фрэнсис Вирджинии Стивенс. Детей у них не было.

## Научная деятельность
Лэдд полагал, что сознание должно управлять решением проблем, хотя он отводил определённую роль в этом биологической стороне нервной системы. С его точки зрения, функция разума в том, чтобы обеспечивать адаптацию организма, а для этого разум должен быть обращён в будущее. Согласно Лэдду, психология должна быть практической.

## Научные труды

### Монографии
- The Principles of Church Polity (1882)
- The Doctrine of Sacred Scripture (1884)
- What is the Bible? (1888)
- Essays on the Higher Education (1899), defending the «old» (Yale) system against the Harvard or «new» education, as praised by George Herbert Palmer
- Elements of Physiological Psychology (1889, rewritten as Outlines of Physiological Psychology, in 1890)
- Primer of Psychology (1894)
- Psychology, Descriptive and Explanatory (1894)
- Outlines of Descriptive Psychology (1898); in a «system of philosophy»
- Philosophy of the Mind (1891)
- Introduction To Philosophy: An Inquiry. A Rational System of Scientific Principles in Their Relation To Ultimate Reality (1890)
- Philosophy of Knowledge (1897)
- A Theory of Reality (1899)
- Philosophy of Conduct (1902)
- Philosophy of Religion (2 vols., 1905)
- In Korea with Marquis Ito (1908)
- Knowledge, Life and Reality (1909)
- Rare Days in Japan (1910)